# Abderrahmane Djemad
Abderrahmane Djemad (kabyle : Ɛebderaḥman Ǧemad), né le 6 octobre 1907 à Bougie et mort le 23 février 1985 à Alger, est un homme politique français.

## Mandats
- Député de Constantine (1946-1951)[1].